# Algerini in Italia
La presenza di algerini in Italia risale agli anni '80.
Al primo gennaio 2019 risultano 81.194 immigrati regolari dall'Algeria in Italia. Le tre città italiane con il maggior numero di algerini residenti sono Napoli, Roma e Milano.

## Italiani di origine algerina
- Khaled Fouad Allam (1955-2015), sociologo e politico
- Sabah Benziadi (1964), direttrice artistica, danzatrice e coreografa
- Luca Guadagnino (1971), regista
- Tahar Lamri (1958), scrittore
- Amara Lakhous (1970), scrittore, antropologo e giornalista